# Долфін (газове родовище)
Долфін — офшорне газове родовище в Атлантичному океані біля узбережжя Тринідаду і Тобаго. Розташоване у 84 км на схід від острова Тринідад в зоні родовищ ECMA (East Coast Marine Area).

## Опис
Родовище відкрите у 1988 році. Поклади вуглеводнів виявлено у відкладеннях плейстоцену. Колектори — пісковики, сформовані в умовах дельт та на прилягаючому мілководді.  
Експлуатація Долфін розпочалась у 1996-му. Для його розробки в районі з глибиною моря 110 метрів встановлено платформу, що обслуговує 13 свердловин. Підготований газ транспортується з платформи по підводному трубопроводу довжиною 97 км та діаметром 600 мм до берегового газопереробного заводу Beachfield, звідки продукція надходить далі на завод із виробництва зрідженого природного газу Атлантік ЗПГ.
Через потужності родовища з 2006 року також розробляється його сателіт Долфін Діп. Дві свердловини останнього обслуговуються підводним виробничим комплексом та підключені до платформи Долфін. У 2014-му сюди за допомогою трубопроводу довжиною 10 км приєднали родовище Starfish, яке розробляється підводним виробничим комплексом через 3 свердловини.
Запаси Долфін первісно оцінювались у понад 28 млрд.м3 газу. В середині 2010-х років компанія BG, що виступає оператором розробки, заявила що очікує на кількаразове зростання запасів — до 113 млрд.м3 — що у випадку підтвердження зробить Долфін найбільшим  родовищем в історії Тринідаду і Тобаго.